# Краська (Підляське воєводство)
Краська (пол. Kraska) — село в Польщі, у гміні Мястково Ломжинського повіту Підляського воєводства.
Населення — 60 осіб (2011).
У 1975-1998 роках село належало до Ломжинського воєводства.

## Демографія
Демографічна структура станом на 31 березня 2011 року:
|          | Загалом | Допрацездатний вік | Працездатний вік | Постпрацездатний вік |
| -------- | ------- | ------------------ | ---------------- | -------------------- |
| Чоловіки | 33      | 11                 | 18               | 4                    |
| Жінки    | 27      | 6                  | 15               | 6                    |
| Разом    | 60      | 17                 | 33               | 10                   |